# رقابت‌های دوحذفی

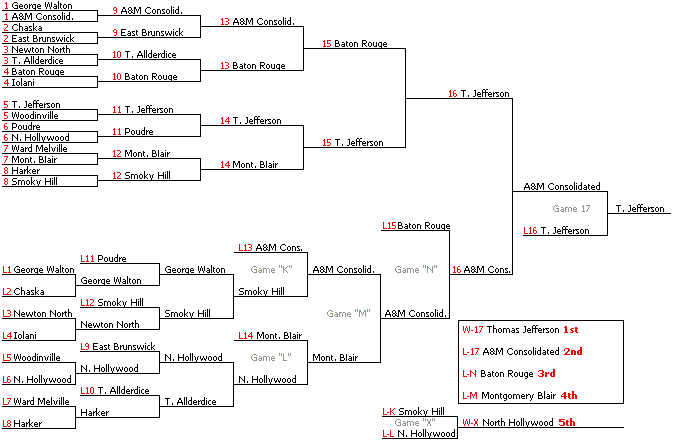
مثالی از سیستم رقابتی دوحذفی.

رقابت‌های دوحذفی (به انگلیسی: Double-elimination) به سیستمی از رقابت‌های ورزشی گفته می‌شود که طی آن به هر شرکت کننده اجازه داده می‌شود تا علی‌رغم یک شکست هنوز امیدی برای رسیدن به جام قهرمانی داشته باشد. به عبارت دیگر برخلاف رقابت‌های تک حذفی، اولین شکست به مثابه حذف از مسابقه یا از دست دادن شانس قهرمانی نیست. حذف در این سیستم رقابتی تنها پس از شکست دوم انجام می‌شود. این شیوه رقابت‌ها اولین بار در سال ۱۹۷۳ میلادی، در رقابت‌های باشگاهی شطرنج که در دبیرستان جیمز فلاور واقع در کالیاری در آلبرتای کانادا انجام می‌شد به کار گرفته شد.